# Floyd Talbert

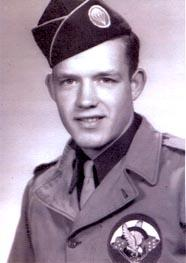
Floyd Talbert

Floyd "Tab" Talbert (26 de agosto de 1923 - 10 de outubro de 1982) foi um primeiro-sargento da Easy Company, 2º Batalhão, 506º Regimento de Infantaria Pára-quedista, na 101ª Divisão Aerotransportada, durante a II Guerra Mundial. 

## Início
Floyd Talbert cresceu em Kokomo, Indiana, com seus quatro irmãos. Após a Grande Depressão, eles trabalharam fazendo biscates de carpintaria e em fazendas ao longo do ensino médio, a fim de ajudar em casa. Depois que ele se formou no colegial,  foi trabalhar para a Union Carbide em Stellite Haynes.

## II Guerra Mundial
Talbert se alistou no Exército dos Estados Unidos em 24 de agosto de 1942 em Fort Benjamin Harrison, localizado em Indianapolis, Indiana. Tab se ofereceu para os pára-quedistas e foi designado para Companhia Easy, 2º Batalhão, 506º Regimento de Infantaria Pára-quedista, 101ª Divisão Aerotransportada em Camp Toccoa sob a direção do Capitão Herbert Sobel. Como muitos dos homens da Companhia Easy, Talbert fez seu primeiro salto para combate no Dia D. Além disso, Talbert participou da Operação Market Garden na Holanda, e lutou na Batalha do Bulge em Bastogne.

## Após aII Guerra Mundial
Após a guerra, ele optou por não se associar com colegas veteranos da Easy Company até que apareceu em uma reunião. Talbert morreu de complicações de uma doença cardíaca em 10 de outubro de 1982, em Shasta, Califórnia.